# Réserve naturelle de Turjános
La Réserve naturelle de Turjános (en hongrois : Turjános természetvédelmi terület) est une aire protégée située à Budapest et dont le périmètre est caractérisé comme d'intérêt local.